# Wedson Anselme
Wedson Anselme, né le 4 avril 1986 est un footballeur haïtien qui évolue au poste d'attaquant au Sheikh Jamal au Bangladesh.

## Biographie

### Carrière en club
Wedson Anselme commence sa carrière dans le club haïtien de l'Aigle Noir AC. Après un court passage dans un club du pays voisin, la République Dominicaine, il s'envole pour le Bangladesh en 2013, au sein du Sheikh Jamal.
Avec ce club, il termine deux fois meilleur buteur du Championnat du Bangladesh, qu'il remporte également deux fois, en 2014 et 2015. Il a par ailleurs remporté la Coupe du Bangladesh en 2015, en inscrivant un triplé lors de la finale.

### Carrière internationale
Il est appelé en équipe d'Haïti de football en septembre 2012, dans le cadre d'un match amical face à la Guyane. En janvier 2016, le sélectionneur Patrice Neveu le rappelle en sélection à l'occasion d'un match de barrage de la Copa América Centenario contre Trinité-et-Tobago, mais il n'entre pas en jeu.

## Palmarès
- Championnat du Bangladesh
  - Vainqueur : 2014, 2015

- Coupe du Bangladesh
  - Vainqueur : 2015[4]

- Meilleur buteur du Championnat du Bangladesh : 2014[5], 2015.